# M-TANK
株式会社M-TANK（エムタンク）は、主にテレビ番組の音響効果・音楽制作・選曲の制作プロダクションである。佳夢音から独立した。

## 会社概要

### 所在地
- 〒153-0061　東京都目黒区中目黒2-8-22　中目黒T・Dビル6F

### 設立年月日
- 2005年3月

### 代表者
- 吉田比呂樹（TSP→佳夢音→）

## 所属スタッフ
- 吉田比呂樹
- 堺慶史郎（佳夢音→）
- 伊藤美寿々

## 主な担当実績

### テレビ番組

#### バラエティ・クイズ

##### 2005年4月 - 2009年12月
レギュラー番組
- いつみても波瀾万丈（日本テレビ系列　2005年4月 - 2008年9月）
- 世界まる見え!テレビ特捜部（日本テレビ系列　2005年4月 - ）
- 伊東家の食卓（日本テレビ系列　2005年4月 - 2007年3月）
- 天才!志村どうぶつ園（日本テレビ系列　2005年4月 - 2020年9月）
- 月10万円で豊かに暮らせる町&村（テレビ東京系列　2005年4月 - 2006年3月）
- A（日本テレビ系列　2005年4月 - 6月）
- タカトシの空飛ぶチェリーパイ（テレビ東京系列　2007年7月24日 - 2009年3月31日）
- 火曜サプライズ（日本テレビ系列　2009年4月 - ）
- 魔女たちの22時（日本テレビ系列　2009年4月 - 2011年3月）

単発・特別番組
- 史上最強の人間ドック ザ・快傑ドクター（TBS系列、マドワーズ　2005年3月 - 2008年4月）
- 芸能界!危ない家に住んでいるのは誰だ（フジテレビ系列、ジッピー・プロダクション　2005年5月 - 2008年1月）
- 24時間マラソンの裏側（日本テレビ系列　2005年8月 - ）
- カラオケ★バトル（テレビ東京系列　2006年9月 - 2008年4月）
- おとなの学力検定スペシャル小学校教科書クイズ!（日本テレビ系列　2007年10月 - 2010年12月）
- 世界の恐怖映像（TBS系列、ジッピー・プロダクション　2008年3月 - ）
- グッときた名場面（日本テレビ系列　2008年5月 - ）

##### 2010年代
レギュラー番組
- 幸せ!ボンビーガール 深夜版（日本テレビ系列　2011年4月 - 9月）
- くりぃむクイズ ミラクル9（テレビ朝日系列　2012年1月 - ）
- ここ掘れ!ワンワン!（日本テレビ、関東ローカル　2012年8月 - 9月）
- クイズ80（日本テレビ系列の一部のネット局　2012年10月 - 12月）
- NexT（日本テレビ、関東ローカル　2012年11月 - 2013年10月）
- 幸せ!ボンビーガール（日本テレビ系列　2013年4月 - ）
- 人生の正解TV〜これがテッパン!〜（フジテレビ系列、ジッピー・プロダクション　2013年5月 - 9月）
- 地球劇場〜100年後の君に聴かせたい歌〜（BS日テレ、ジッピー・プロダクション　2014年4月 - ）
- NOGIBINGO!3（日本テレビ、アクロ　2014年10月 - 2015年3月）
- 愛され女と独身有田〜運命を変える婚活TV〜（日本テレビ、SION　2015年10月 - ）
- ウソのような本当の瞬間!30秒後に絶対見られるTV（テレビ東京系列　2015年10月 - ）

単発・特別番組
- なるほど!ハイスクール（日本テレビ系列　2010年5月 - 10月）
- ビートたけし特別主催 おバカンヌNo.1映像祭（日本テレビ系列　2010年9月 - 2011年7月）
- ウソのような本当の瞬間!30秒後に絶対見られるTV（テレビ東京系列　2012年8月 - 2015年9月）
- 奥様はモンスター（TBS系列、ジッピー・プロダクション　2013年10月 - 2014年1月）
- 世界がビビる夜〜UFO・UMA・巨大生物を追え!（TBS系列、ジッピー・プロダクション　2014年3月-）

#### 情報・ドキュメンタリー・教養

##### 2005年4月 - 2009年12月
レギュラー番組
- 寿命をのばすワザ百科 第1期（日本テレビ、関東ローカル　2009年4月 - 5月）
- 寿命をのばすワザ百科 第2期（日本テレビ系列　2010年7月 - 9月）

単発・特別番組

##### 2010年代
レギュラー番組
・バナナマンのせっかくグルメ
- 女神のキセキ（テレビ東京系列、ジッピー・プロダクション　2010年10月 - 2011年3月）
- 読響シンフォニックライブ（日本テレビ、関東ローカル　2012年4月 - ）
- 日経スペシャル 私の履歴書（BSジャパン、日経映像　2013年4月 - ）

単発・特別番組
- 密着警察24時（TBS系列、SOLIS produce　2010年9月 - ）
- 24時間テレビ35 「愛は地球を救う」（日本テレビ系列　2012年8月）
  - 松本潤と被災地の吹奏楽部「ありがとう」の音色
  - 相葉雅紀 たった一人のための移動どうぶつ園
- 実録!犯罪列島（TBS系列、ジッピー・プロダクション　2013年5月 - 2019年7月）
- 24時間テレビ37 「愛は地球を救う」（日本テレビ系列　2014年8月）
  - 90歳の影絵作家 魂をこめたキセキの作品
  - ふなっしーと子ども達 小さな島の大きな運動会
  - もう一度走らせてあげたい 下半身マヒの犬に奇跡を
- 緊急!公開大捜索SP（TBS系列、ジッピー・プロダクション　2014年12月 - ）
- 怒りの追跡バスターズ（TBS系列、ジッピー・プロダクション　2016年11月 - ）